# Адам Франц цу Шварценберг
Князь Адам Франц Карл Эусеб цу Шварценберг (нем. Adam Franz Fürst zu Schwarzenberg, чеш. Adam František Karel Euseb kníže ze Schwarzenbergu; 25 сентября 1680, Линц— 11 июня 1732, близ Брандис-над-Лабем-Стара-Болеслав) — третий князь цу Шварценберг, герцог Крумловский, австрийский и богемский дворянин, один из самых видных представителей рода Шварценбергов.

## Биография
Обучался в кавалерской (рыцарской) школе в Праге, позже во Франции и Италии. Полученное юридическое образование, позволило ему в 1694 поступить на службу камергером к Иосифу I, императору Священной Римской империи.
В 1700 году он был назначен советником императорского двора, в 1702 году участвовал в осаде крепости Ландау в Пфальце.
Тогда же получил звание тайного советника и главного конюшего императора. Исполнял свои обязанности при дворе до смерти Иосифа I.
В период правления Карла VI стал маршалом Высшего имперского суда.
По случаю коронации во Франкфурте император Карл VI наградил его в марте 1712 года Орденом Золотого Руна.
В Высшем суде занимал руководящий пост до 1713 года, был тайным советником Карла VI. В 1722 году император вновь назначил его главным конюшим императорского двора.
в 1723 году получил от императора герцогство Крумловское на юге Чехии и присоединил к своему княжескому званию титул герцога Крумловского.
В конце мая 1732 года Адам Франц цу Шварценберг сопровождал императора Карла VI на охоте на оленей. Погиб в результате несчастного случая от случайного выстрела императора близ г. Брандис-над-Лабем-Стара-Болеслав (сейчас район Прага-восток Среднечешского края Чешской Республики). Князь получил серьёзные повреждения внутренних органов и умер на следующий день.

## Семья
Жена - Элеонора Амалия из Лобковиц.